# Centralny Szpital Kliniczny w Warszawie

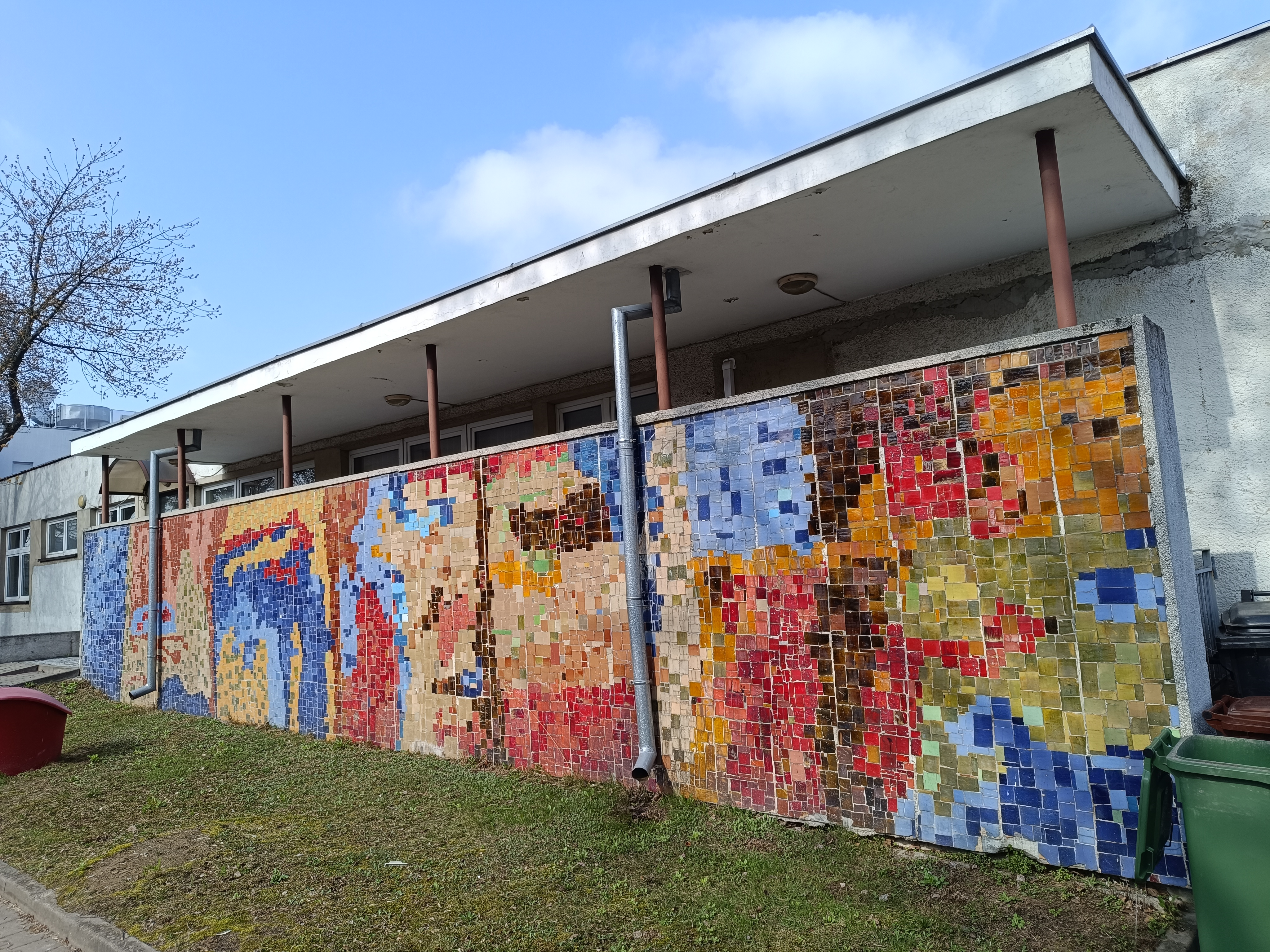
Zabytkowa mozaika z 1970 roku na budynku dawnej zwierzętarni

Centralny Szpital Kliniczny w Warszawie – zakład opieki zdrowotnej znajdujący się przy ul. Stefana Banacha 1a w Warszawie. Wchodzi w skład Uniwersyteckiego Centrum Klinicznego Warszawskiego Uniwersytetu Medycznego.

## Historia
Według jednej z koncepcji rozwoju Warszawy z początku lat 50. XX w. w miejscu Pola Mokotowskiego miała powstać Dzielnica Wiedzy, w skład której miały wchodzić m.in. nowe budynki Akademii Medycznej, w tym zespół pięciu szpitali przewidzianych dla ok. 1600 pacjentów i ogród farmaceutyczny. Z czasem plany ograniczano, ale w 1959 Polskie Towarzystwo Szpitalnictwa wciąż rekomendowało budowę szpitala w tym rejonie. Skromną realizacją tych planów jest Kampus Ochota. W roku 1974 minister zdrowia, w ramach realizacji zadań IV planu pięcioletniego, wydał rozporządzenie powołujące zakład pod nazwą „Centralny Szpital Kliniczny Akademii Medycznej w Warszawie”. Centralny Szpital Kliniczny miał przejąć główną funkcję szpitala klinicznego dotychczas pełnioną przez Szpital Kliniczny Dzieciątka Jezus.
Działalność lecznicza rozpoczęła się 14 lipca 1975 roku, jednak obiekt wciąż był rozbudowywany. Ze względu na problemy inwestycyjne zmieniono dotychczasowego wykonawcę, czyli specjalizujący się w budownictwie mieszkaniowym Kombinat „Warszawa–Południe”, na nowo utworzone specjalistyczne przedsiębiorstwo budowlane.
Po zmianach w systemie opieki zdrowotnej (ustawa z dnia 30 sierpnia 1991 roku) w 1993 roku jednostka została przekształcona w samodzielny publiczny ZOZ. W wyniku konsolidacji jednostek, dla których organem założycielskim był Warszawski Uniwersytet Medyczny, począwszy od 2019 roku Samodzielny Publiczny Centralny Szpital Kliniczny wszedł w skład UCK WUM, co wiązało się z usunięciem z nazwy dwóch pierwszych słów.
W 2014 miał 1069 łóżek, co pod tym względem czyniło go największym szpitalem w Warszawie, i zatrudniał 2786 osób. Na początku 2020 szpital dysponował 1064 łóżkami, przyjmując rocznie 55 tys. pacjentów. Posiadał 16 klinik i 6 zakładów.
Na terenie szpitala znajduje się lądowisko śmigłowcowe. W 2025 roku wpisano do rejestru zabytków trzy mozaiki znajdujące się na terenie szpitala.

## Dyrektorzy szpitala (przed konsolidacją)
- 1974–1975 – dr n. med. Orest Czabak
- 1975–1983 – dr n. med. Andrzej Zaorski
- 1983–1997 – lek. Stefan Krzepkowski
- 1997–2000 – lek. Władysław Wójcik
- 2000–2001 – prof. dr hab. n. med. Mariusz Łapiński
- 2002–2019 – Ewa Marzena Pełszyńska

## W kulturze
Centralny Szpital Kliniczny został opisany przez Jacka Kaczmarskiego w utworze „Oddział chorych na raka a la Polonaise A.D. 2002” (incipit Pięciu na jedną salę kładli na Banacha).